# Kanoistika na Letních olympijských hrách 2008 – K1 slalom ženy
Závod ve vodním slalomu K1 žen na Letních olympijských hrách 2008 se konal na kanále v areálu Shunyi Olympic Rowing-Canoeing Park ve dnech 13.–15. srpna 2008. Z českých závodnic se jej zúčastnila Štěpánka Hilgertová (9. místo), zlatou medaili získala Slovenka Elena Kaliská.

## Program
Časy jsou uvedeny v UTC+8.
| Datum                 | Čas           | Fáze       |
| --------------------- | ------------- | ---------- |
| středa 13. srpna 2008 | 15:40 a 17:22 | rozjížďky  |
| pátek 15. srpna 2008  | 15:00         | semifinále |
| pátek 15. srpna 2008  | 16:37         | finále     |

## Výsledky
| Pořadí           | Jméno                                    | Rozjížďky | Rozjížďky | Rozjížďky | Rozjížďky | Rozjížďky | Rozjížďky | Semifinále   | Semifinále   | Semifinále   | Finále       | Finále       | Finále       | Finále       |
| Pořadí           | Jméno                                    | 1. jízda  | Pen.      | 2. jízda  | Pen.      | Celkem    | Pořadí    | Čas          | Pen.         | Pořadí       | Čas          | Pen.         | Celkem       | Pořadí       |
| ---------------- | ---------------------------------------- | --------- | --------- | --------- | --------- | --------- | --------- | ------------ | ------------ | ------------ | ------------ | ------------ | ------------ | ------------ |
| Zlatá medaile    | Elena Kaliská (SVK)                      | 94,34     | 0         | 91,85     | 0         | 186,19    | 1.        | 97,13        | 0            | 1.           | 95,51        | 0            | 192,64       | 1.           |
| Stříbrná medaile | Jacqueline Lawrencová (AUS)              | 103,18    | 0         | 96,95     | 0         | 200,13    | 7.        | 103,40       | 4            | 4.           | 103,54       | 0            | 206,94       | 2.           |
| Bronzová medaile | Violetta Oblingerová-Petersová (AUT)     | 97,27     | 0         | 99,44     | 2         | 196,71    | 6.        | 110,65       | 2            | 7.           | 104,12       | 4            | 214,77       | 3.           |
| 4.               | Juriko Takešitaová (JPN)                 | 111,63    | 8         | 113,08    | 6         | 224,71    | 15.       | 107,86       | 0            | 6.           | 111,44       | 4            | 219,30       | 4.           |
| 5.               | Agnieszka Stanuchová (POL)               | 101,16    | 2         | 101,76    | 0         | 202,92    | 8.        | 116,46       | 2            | 9.           | 104,62       | 2            | 221,08       | 5.           |
| 6.               | Ariane Herdeová (NED)                    | 104,30    | 2         | 117,98    | 0         | 222,28    | 13.       | 117,60       | 4            | 10.          | 114,39       | 6            | 231,99       | 6.           |
| 7.               | Émilie Ferová (FRA)                      | 96,90     | 2         | 92,78     | 0         | 189,68    | 5.        | 98,50        | 2            | 2.           | 153,46       | 54           | 251,96       | 7.           |
| 8.               | Heather Corrieová (USA)                  | 105,78    | 2         | 105,53    | 2         | 211,31    | 10.       | 114,51       | 2            | 8.           | 156,37       | 52           | 270,88       | 8.           |
| 9.               | Štěpánka Hilgertová (CZE)                | 97,14     | 0         | 91,99     | 0         | 189,13    | 3.        | 101,78       | 4            | 3.           | 242,63       | 150          | 344,41       | 9.           |
| 10.              | Maria Cristina Giai Pronová (ITA)        | 102,75    | 2         | 100,95    | 2         | 203,70    | 9.        | 104,52       | 2            | 5.           | 251,26       | 154          | 355,78       | 10.          |
|                  |                                          |           |           |           |           |           |           |              |              |              |              |              |              |              |
| 11.              | Maria Ferekidiová (GRE)                  | 108,38    | 2         | 113,60    | 2         | 221,97    | 12.       | 118,99       | 2            | 11.          | nepostoupila | nepostoupila | nepostoupila | nepostoupila |
| 12.              | Jekatěrina Lukičevová (KAZ)              | 113,26    | 6         | 108,03    | 2         | 221,29    | 11.       | 128,08       | 2            | 12.          | nepostoupila | nepostoupila | nepostoupila | nepostoupila |
| 13.              | Li Ťing-ťing (CHN)                       | 94,30     | 2         | 93,26     | 0         | 187,56    | 2.        | 161,79       | 54           | 13.          | nepostoupila | nepostoupila | nepostoupila | nepostoupila |
| 14.              | Poliana de Paulaová (BRA)                | 113,47    | 6         | 110,72    | 4         | 224,71    | 14.       | 168,29       | 52           | 14.          | nepostoupila | nepostoupila | nepostoupila | nepostoupila |
| 15.              | Jennifer Bongardtová (GER)               | 92,79     | 0         | 96,58     | 2         | 189,37    | 4.        | 203,29       | 102          | 15.          | nepostoupila | nepostoupila | nepostoupila | nepostoupila |
|                  |                                          |           |           |           |           |           |           |              |              |              |              |              |              |              |
| 16.              | Maialen Chourrautová (ESP)               | 147,95    | 52        | 105,44    | 0         | 253,39    | 16.       | nepostoupila | nepostoupila | nepostoupila | nepostoupila | nepostoupila | nepostoupila | nepostoupila |
| 17.              | Fiona Pennieová (GBR)                    | 160,06    | 52        | 99,00     | 4         | 259,06    | 17.       | nepostoupila | nepostoupila | nepostoupila | nepostoupila | nepostoupila | nepostoupila | nepostoupila |
| 18.              | Alexandra Perovová (RUS)                 | 93,41     | 2         | 166,04    | 52        | 259,45    | 18.       | nepostoupila | nepostoupila | nepostoupila | nepostoupila | nepostoupila | nepostoupila | nepostoupila |
| 19.              | Sarah Boudensová (CAN)                   | 158,99    | 52        | 109,68    | 4         | 268,67    | 19.       | nepostoupila | nepostoupila | nepostoupila | nepostoupila | nepostoupila | nepostoupila | nepostoupila |
| 20.              | Montserrat Garcíaová Riberayguaová (AND) | 166,67    | 52        | 102,26    | 2         | 268,93    | 20.       | nepostoupila | nepostoupila | nepostoupila | nepostoupila | nepostoupila | nepostoupila | nepostoupila |
| 21.              | Luuka Jonesová (NZL)                     | 162,35    | 52        | 110,01    | 0         | 272,36    | 21.       | nepostoupila | nepostoupila | nepostoupila | nepostoupila | nepostoupila | nepostoupila | nepostoupila |